# Macrocarpaea angustifolia
Macrocarpaea angustifolia är en gentianaväxtart som beskrevs av J.S.Pringle. Macrocarpaea angustifolia ingår i släktet Macrocarpaea och familjen gentianaväxter. Inga underarter finns listade i Catalogue of Life.